# Ophiusa hopei
Ophiusa hopei (synoniem Anua hopei) is een vlinder uit de familie spinneruilen (Erebidae). De wetenschappelijke naam is voor het eerst geldig gepubliceerd in 1833 door Boisduval.
De soort is endemisch in Madagaskar.